# إبراهيم محمود خليل
إبراهيم محمود إبراهيم خليل (1948) كاتب وأستاذ جامعي أردني. ولد في عانين من محافظة جنين في شمال الضفة الغربية. درس في الجامعة الأردنية، وتخرّج بها مجازًا في الآداب عام 1970، ثم حصل على الماجستير عام 1986، ثم الدكتوراه عام 1990. عمل مدرّسًا وصحفيًا. نشر شعره في الصحف وله مؤلفاته أدبيّة عديدة ودراسات نقدية. 

## سيرته
ولد إبراهيم محمود إبراهيم خليل سنة 1368 هـ/ 1948م في عانين، إحدى بلدات محافظة جنين. حصل على الثانوية العامة 1966، والليسانس من الجامعة الأردنية 1970، وواصل دراسته العليا عام 1982، فحصل على الماجستير في 1986، وعلى الدكتوراه 1991.

عمل في التدريس والصحافة وله اهتمامات أدبية في الرواية والبحث اللغوي وقرض الشعر. عمل معلماً في مدارس وزارة التربية والتعليم الأردنية والمغربية، كما عمل محرراً ثقافياً في جريدة الشعب، ومحرراً إعلامياً في المكتب التنفيذي لشؤون الأرض المحتلة، ثم عمل في الجامعة الأردنية محاضراً متفرغاً، ثم أستاذاً مساعداً، فأستاذاً مشاركاً. 

وهو عضو في رابطة الكتاب الأردنيين (وعضو في هيئتها الإدارية لأكثر من دورة) وعضو في اتحاد الكتاب العرب. شارك في ندوات ومؤتمرات علمية كثيرة في الأردن وفلسطين وغيرها.

## مؤلفاته
- الرواية العربية في المغرب الأقصى من 1956 - 1983، رسالة ماسجتير
- السياق وأثره في الدرس اللغوي، رسالة دكتوراه
- الأسلوبية ونظرية النص
- جبرا إبراهيم جبرا:الأديب الناقد
- عودة السارد:دراسات في أدب رشاد أبو شاور
- محمد القيسي:الشاعر والنصّ
- في النقد والنقد الألسنيّ
- الانتفاضة الفلسطينية
- تجديد الشعر العربي
- الرواية في الأردن في ربع قرن
- فخري قعوار
- مقالات ضد البنوية
- النصّ الأدبي: تحليله وبناؤه
- قتلة الأنبيا: تشريح جسم الإسرائيلي
- لماذا أسلم صديقي؟
- موقف الفاتيكان من تحدّيات القرآن
- القصّة القصيرة في الأردن
- الشعر المعاصر في الأردن، نقد، 1975.
- في الأدب والنقد، نقد، 1980.
- من يذكر البحر؟ ،قصص قصيرة 1982.
- في القصة والرواية الفلسطينية، نقد، 1984.
- تداعيات ابن زريق البغدادي الأخيرة،شعر، 1984.
- مقالات ضد البنيوية، ترجمة، 1986.
- تجديد الشعر العربي،دراسة، 1987.
- الانتفاضة الفلسطينية في الأدب العربي،دراسة، 1990.
- أحاديث في الشعر الأردني والفلسطيني الحديث،دراسة، 1990.
- فصول في الأدب الأردني ونقده،نقد، 1991.
- أوراق في اللغة والنقد الأدبي،نقد، 1992.
- غبار واقنعة لمحمود سيف الدين الإيراني، تحقيق وتقديم، 1993.
- القصة القصيرة في الأردن وبحوث أخرى،، 1994.
- الرواية في الأردن في ربع قرن، 1994.
- النص الأدبي تحليله وبناؤه، 1995.
- فخري قعوار دراسة في فنه القصصي، 1996.
- أمين شنار الشاعر والأفق، دراسة ومختارات، 1997.
- الأسلوبية ونظرية النص،مقالات وبحوث، 1997.
- محمد القيسي الشاعر والنص، 1998.
- تحولات النص، 1999.
- الضفيرة واللهب، دراسات في الشعر العربي القديم والمعاصر، 2000.
- جبرا إبراهيم جبرا الأديب الناقد، 2001.
- ظلال واصداء أندلسية في الآدب المعاصر، 2001.
- في النقد والنقد الأنسي، 2002.
- أقنعة الراوي، نقد، 2002.
- مقدمات لدراسة الحياة الأدبية في الأردن،نقد، 2003.
- نقاد الأدب في الأردن وفلسطين،نقد، 2003.
- في اللسانيات ونحو النص، 2009
- النقد الادبي الحديث، 2011
- من أدب البلدان في القدس وعمان، 2010
- عروض الشعر العربي، 2012
- مدخل إلى علم اللغة، 2014
- مدخل لدراسة الشعر العربي الحديث، 2014
- النقد الأدبي الحديث من المحاكاة إلى التفكيك، 2014
- فن الكتابة والتعبير، 2015